# Kachap-e Kolvā
Kachap-e Kolvā (persiska: كَچَپِ كُلوا) är en ort i Iran.   Den ligger i provinsen Mazandaran, i den norra delen av landet, 140 km nordost om huvudstaden Teheran. Antalet invånare är 574.
Terrängen runt Kachap-e Kolvā är platt. Runt Kachap-e Kolvā är det tätbefolkat, med 286 invånare per kvadratkilometer. Närmaste större samhälle är Babol, 19,7 km öster om Kachap-e Kolvā. Trakten runt Kachap-e Kolvā består till största delen av jordbruksmark.